# 27079 Всетін
27079 Всетін (27079 Vsetín) — астероїд головного поясу, відкритий 15 жовтня 1998 року.
Тіссеранів параметр щодо Юпітера — 3,534.
За назвою Всетін (чеськ. Vsetín) — місто в Злінському краї Чехії.